# Nưa nhám
Nưa nhám (danh pháp khoa học: Amorphophallus scaber) là một loài thực vật có hoa trong họ Ráy (Araceae). Loài này được Serebryanyi & Hett. mô tả khoa học đầu tiên năm 1994.